# سوراو (بلة كة)
سوراو (بالفارسية: سوراو) هي قرية تقع في إيران في قسم بلة کة الريفي. يقدر عدد سكانها بـ 243 نسمة بحسب إحصاء 2016.